# 山脇実
山脇 実（やまわき みのる、1944年（昭和19年）9月5日 - ）は、日本の政治家。元・愛知県豊川市長（3期）、元・豊川市議会議員（3期）。

## 来歴
愛知県豊川市出身。豊川市立三蔵子小学校、豊川市立東部中学校、愛知県立国府高等学校卒業。1967年（昭和42年）3月、同志社大学経済学部卒業。同年4月、東愛知日産自動車株式会社に就職。1988年（昭和63年）9月、富士火災海上保険株式会社に転職。
1995年（平成7年）4月の豊川市議会議員選挙に出馬し初当選。以後、議員職を3期務める。2004年（平成16年）5月、豊川市議会議長に就任。
2007年（平成19年）9月30日に行われた豊川市長選挙に出馬し初当選。同年10月20日、市長就任。
豊川市は2008年（平成20年）1月15日、音羽町と御津町を編入。2010年（平成22年）2月1日には小坂井町を編入した。
2011年（平成23年）10月2日、宝飯郡4町（一宮町は2006年に編入）との合併を終えて初めての市長選挙で2期目の当選。2012年（平成24年）6月に愛知県市長会の会長に就任している。
2015年（平成27年）10月4日、3期目の当選。2019年（令和元年）の市長選には出馬せず引退。
2020年、旭日小綬章受章。